# Chaetosphaeria vermicularioides
Chaetosphaeria vermicularioides är en svampart som först beskrevs av Sacc. & Roum., och fick sitt nu gällande namn av W. Gams & Hol.-Jech. 1976. Chaetosphaeria vermicularioides ingår i släktet Chaetosphaeria och familjen Chaetosphaeriaceae.  Arten är reproducerande i Sverige. Inga underarter finns listade i Catalogue of Life.